# Kovacs (Makedonszki Brod)
Kovacs (macedónul: Ковач) település Észak-Macedóniában, a Délnyugati körzet Makedonszki Brod-i járásában.

## Népesség
| Lakosok száma | 237  | 201  | 168  | 119  | 100  | 79   | 54   | 26   |
|               | 1953 | 1961 | 1971 | 1981 | 1991 | 1994 | 2002 | 2021 |

2002-ben 54 lakosa volt, akik mindannyian macedónok.